# زهرة الشر (مسلسل كوري)
زهرة الشر (بالبكورية: 악의 꽃)  هو مسلسل تلفزيوني كوري جنوبي عرض لإول مرة في 29 يوليو 2020 على قناة تي في إن من بطولة لي جون غي وجانغ هي-جين ومون تشاي وون، وتم بثه دوليًا على iQIYI وViki وViuTV بترجمات متعددة اللغات، قد لعب لي ومون دور البطولة معا في مسلسل عقول إجرامية لعام 2019.

## القصة
تَتَحَدَّثُ الدراما الكورية “زهرة الشر” عن “تشا جي وون”، محققة متزوجة من “بايك هي سونغ” ولديهما ابنة. “بايك هي سونغ” يبدو كأنه زوج وأب مخلص، لكنه يخفي ماضيه القاسي ويعيش بهوية شخص آخر. ويخدع زوجته بشكل كلي. لكن زوجته تكشف خداعه وتقرر أن تبحث في ماضيه.

## الممثلون

### دور رئيسي
- لي جون غي في دور بايك هي-سونغ / دو هيون-سو.[8]

شاب مخلص ويحب زوجته كثيرا، متزوج من تشا جي ون محققة، يخفي عنها ماضيه القاسي، ويحمل هوية مزيفة.
- مون تشاي وون في دور تشا جي وون.[8]

محققة من شرطة متزوجة بايك هي سونغ ولديهما ابنه، يتغير مسار حياتها بعد ان تكتشف تدريجيا حقيقة زوجها.
- جانغ هي-جين في دور دو هيي سوو.[9]

شقيقة هيي سونغ الكبرى
- سيو هيون وو بدور كيم موو جين.

صحفي مهتم كثر بقضية دو هيون سوو، ومعجب بي هيي سوو، يقرر لاحقا مساعدة دو هيون سو وايجاد المجرم الحقيقي.

### أدوار داعمة
- كيم جي هون في دور بايك هيون سوو الحقيقي.

## المشاهدات
| الموسم | الموسم | رقم الحلقة | رقم الحلقة | رقم الحلقة | رقم الحلقة | رقم الحلقة | رقم الحلقة | رقم الحلقة | رقم الحلقة | رقم الحلقة | رقم الحلقة | رقم الحلقة | رقم الحلقة | رقم الحلقة | رقم الحلقة | رقم الحلقة | رقم الحلقة | المتوسط |
| الموسم | الموسم | 1          | 2          | 3          | 4          | 5          | 6          | 7          | 8          | 9          | 10         | 11         | 12         | 13         | 14         | 15         | 16         | المتوسط |
| ------ | ------ | ---------- | ---------- | ---------- | ---------- | ---------- | ---------- | ---------- | ---------- | ---------- | ---------- | ---------- | ---------- | ---------- | ---------- | ---------- | ---------- | ------- |
|        | 1      | 806        | 640        | 752        | 912        | 752        | 797        | 932        | 937        | 803        | 851        | 887        | 1212       | 1092       | 1210       | 1212       | 1349       | 947     |

| الحلقة | تاريخ البث الأصلي | تقيمات AGB Nielsen | تقيمات AGB Nielsen |
| الحلقة | تاريخ البث الأصلي | على الصعيد الوطني  | سيول               |
| ------ | ----------------- | ------------------ | ------------------ |
| 1      | 29 يوليو 2020     | 3.357٪             | 4.248٪             |
| 2      | 30 يوليو 2020     | 2.860%             | 3.155٪             |
| 3      | 5 أغسطس 2020      | 3.116٪             | 3.570٪             |
| 4      | 6 أغسطس 2020      | 3.735٪             | 4.357٪             |
| 5      | 12 أغسطس 2020     | 2.973٪             | 3.060%             |
| 6      | 13 أغسطس 2020     | 3.615٪             | 4.030٪             |
| 7      | 19 أغسطس 2020     | 3.526٪             | 4.030٪             |
| 8      | 20 أغسطس 2020     | 3.863٪             | 4.358٪             |
| 9      | 26 أغسطس 2020     | 3.539٪             | 4.142٪             |
| 10     | 27 أغسطس 2020     | 3.659٪             | 4.701٪             |
| 11     | 2 سبتمبر 2020     | 3.844٪             | 4.250٪             |
| 12     | 9 سبتمبر 2020     | 4.729%             | 5.234%             |
| 13     | 10 سبتمبر 2020    | 4.456٪             | 4.853٪             |
| 14     | 16 سبتمبر 2020    | 4.767%             | 5.246%             |
| 15     | 17 سبتمبر 2020    | 5.083%             | 5.536%             |
| 16     | 23 سبتمبر 2020    | 5.715%             | 6.639%             |
| معدل   | معدل              | 3.927%             | 4.463%             |
| خاصة   | 3 سبتمبر 2020     | 2.342%             | 2.797%             |

## الإنتاج
- فريق العمل: شركة مونستر يونين (تابعة لكي بي إس) بتعاون مع استوديو دراغون.[3]
- كتابة واخراج : المسلسل من اخراج كيم تشول-جيو، اعماله آلة كاتبة شيكاغو (2017)، الام (2018)، اعتراف (2019)، ومن كتابة يو جونغ-هي، اعمالها رجل أطفاء عاري(2017).[3]
- إدارة الموسيقى: كيم جون-سيوك & جيونغ سي-رين بتعاون مع الأوركسترا السيمفونية الوطنية التشيكية.[12]

## الجوائز والترشيحات
| عام  | جائزة                     | فئة                        | متلقي         | نتيجة | المرجع. |
| ---- | ------------------------- | -------------------------- | ------------- | ----- | ------- |
| 2020 | جوائز فنان آسيا           | مشاهير آسيا                | لي جون جي     | فوز   | [ 13 ]  |
| 2020 | جوائز فنان آسيا           | جائزة أفضل فنان            | لي جون جي     | فوز   | [ 13 ]  |
| 2020 | جوائز فنان آسيا           | جائزة الشعبية، ممثلة       | مون تشاي وون  | رُشِّح   | [ 13 ]  |
| 2021 | جوائز ابان ستار ال7       | جائزة النجم الشعبي، ممثل   | لي جون جي     | رُشِّح   | [ 14 ]  |
| 2021 | جوائز ابان ستار ال7       | جائزة KT Seezn Star        | لي جون جي     | رُشِّح   | [ 14 ]  |
| 2021 | جوائز ابان ستار ال7       | جائزة KT Seezn Star        | مون تشاي وون  | رُشِّح   | [ 14 ]  |
| 2021 | جوائز ابان ستار ال7       | جائزة الشعبية، ممثلة       | مون تشاي وون  | رُشِّح   | [ 14 ]  |
| 2021 | جوائز بيكسانج للفنون ال57 | أفضل مخرج (تلفزيوني)       | كيم تشيول كيو | فوز   | [ 15 ]  |
| 2021 | جوائز بيكسانج للفنون ال57 | أفضل دراما (تلفزيوني)      | زهرة الشر     | رُشِّح   | [ 15 ]  |
| 2021 | جوائز بيكسانج للفنون ال57 | أفضل سيناريو (تلفزيوني)    | يو جونغ هي    | رُشِّح   | [ 15 ]  |
| 2021 | جوائز بيكسانج للفنون ال57 | أفضل ممثل (تلفزيوني)       | لي جون جي     | رُشِّح   | [ 15 ]  |
| 2021 | جوائز بيكسانج للفنون ال57 | أفضل ممثل مساعد (تلفزيوني) | كيم جي هون    | رُشِّح   | [ 15 ]  |

## البث الدولي
- ماليزيا: على TV3 (19 أغسطس 2021).

## اقتباسات
في 16 سبتمبر 2021، أعلنت شركة ABS-CBN عن إعادة إنتاج نسخة فلبينية لـ زهرة الشر، وفقًا لـ رولديو إندرينال من دريم سكيب إنترتاينمنت.
دورانجا هو الإصدار الهندي الجديد الذي أنتجت «هروز السمعية المرئية» بشراكة مع منصة البث ZEE5 ، بعد شراء الحقوق من إستوديو دراغون، سيصدر في 18 أغسطس 2022. وهو أيضًا أول طبعة جديدة رسمية للدراما الكورية في الهند.

## روابط خارجية
- الموقع الرسمي
 (بالكورية)
- زهرة الشر على هانسينما
- زهرة الشر على موقع IMDb (الإنجليزية)
- زهرة الشر على موقع نتفليكس (الإنجليزية)
- زهرة الشر على موقع كينوبويسك (الروسية)
- زهرة الشر على موقع قاعدة بيانات الفيلم (الإنجليزية)